# Ivegill
Ivegill is een plaats in het Engelse graafschap Cumbria. Het dorp ligt deels in de civil parish Skelton, deels in Hesket. In 1871 was het nog een zelfstandige entiteit en telde het dorp 578 inwoners. Het dorp ontleent zijn naam aan het riviertje de Ive die door de kern stroomt.
De Anglicaanse Christ Church werd in 1868 gebouwd door architect R.J. Withers. De drie glas-in-loodramen zijn van de hand van Michael O'Connor. Het dorp beschikt ook over een school, een speeltuin en een dorpscentrum.
In 1876 werd in Broadfield, in het deel van Ivegill dat onder Hesket valt, een prehistorische stenen bijl uit het Neolithicum gevonden, die thans is te zien in het Tullie House Museum in Carlisle.
Van het High Head house, een landhuis in de parish van Skelton gebouwd in 1550 op de plaats van een ouder kasteeltje, herbouwd in 1748 met gebruikmaking van het 16e-eeuwse materiaal en afgebrand in 1956, resteert een ruïne.